# Idiodes stictopleura
Idiodes stictopleura är en fjärilsart som beskrevs av Goldfinch 1944. Idiodes stictopleura ingår i släktet Idiodes och familjen mätare. Inga underarter finns listade i Catalogue of Life.